# Mussy-la-Fosse
Mussy-la-Fosse – miejscowość i gmina we Francji, w regionie Burgundia-Franche-Comté, w departamencie Côte-d’Or.
Według danych na rok 1990 gminę zamieszkiwały 92 osoby, a gęstość zaludnienia wynosiła 21 osób/km² (wśród 2044 gmin Burgundii Mussy-la-Fosse plasuje się na 818. miejscu pod względem liczby ludności, natomiast pod względem powierzchni na miejscu 1272.).